# Міністр закордонних справ Південного Ємену
Список міністрів закордонних справ Південного Ємену, нині південь Ємену.
- 1967–1969: Саїф Ахмад аль-Далі
- 1969: Фейсал аль-Шаабі
- 1969–1971: Алі Салем аль-Бейд
- 1971: Мухаммед Алі Хайтам
- 1971–1973: Мухаммед Салех аль-Авлакі
- 1973–1979: Мухаммед Салех Муті
- 1979–1982: Салім Салех Мухаммед
- 1982–1990: Абдул Азіз аль-Далі

## Sources
- Rulers.org – Foreign ministers S–Z [Архівовано 14 липня 2017 у Wayback Machine.]